# Lucilla Agosti
Lucilla Agosti (Milán, 8 de septiembre de 1978) es una actriz y presentadora de televisión italiana.

## Carrera
Lucilla comenzó a trabajar como actriz participando en una producción de La extraña pareja, famosa comedia de Neil Simon. Posteriormente se trasladó a Roma, donde condujo un programa dedicado a la música y los artistas italianos. Allí obtuvo roles en cortometrajes y largometrajes, apareciendo en las películas Fever (2005), de Alessandro D'Alatri , Il mercante di pietre (2006), de Renzo Martinelli e Il seme della discordia (2008), de Pappi Córcega.

## Filmografía
- La fabbrica del vapore (2000)
- La febbre (2005)
- Il mercante di pietre (2006)
- Il seme della discordia (2008)